# Loxocarya striata
Loxocarya striata är en gräsväxtart som först beskrevs av Ferdinand von Mueller, och fick sitt nu gällande namn av Barbara Gillian Briggs och Lawrence Alexander Sidney Johnson. Loxocarya striata ingår i släktet Loxocarya och familjen Restionaceae.

## Underarter
Arten delas in i följande underarter:
- L. s. implexa
- L. s. striata